# Напольное оборудование

Напольное оборудование

Напо́льное обору́дование (путево́е оборудование) — объекты управления, исполнительная и контрольная аппаратура автоматической блокировки, автоматической локомотивной сигнализации и электрической централизации, переездной сигнализации, располагаемые вне помещений (на «поле»).

## Устройства напольного оборудования
- Светофоры

Напольное оборудование в снегу

- Стрелочные электроприводы и стрелочные гарнитуры
- Устройства рельсовых цепей
- Путевые педали и другие точечные датчики
- Автоматические шлагбаумы
- Приборы, находящиеся в релейных шкафах

## Условия эксплуатации

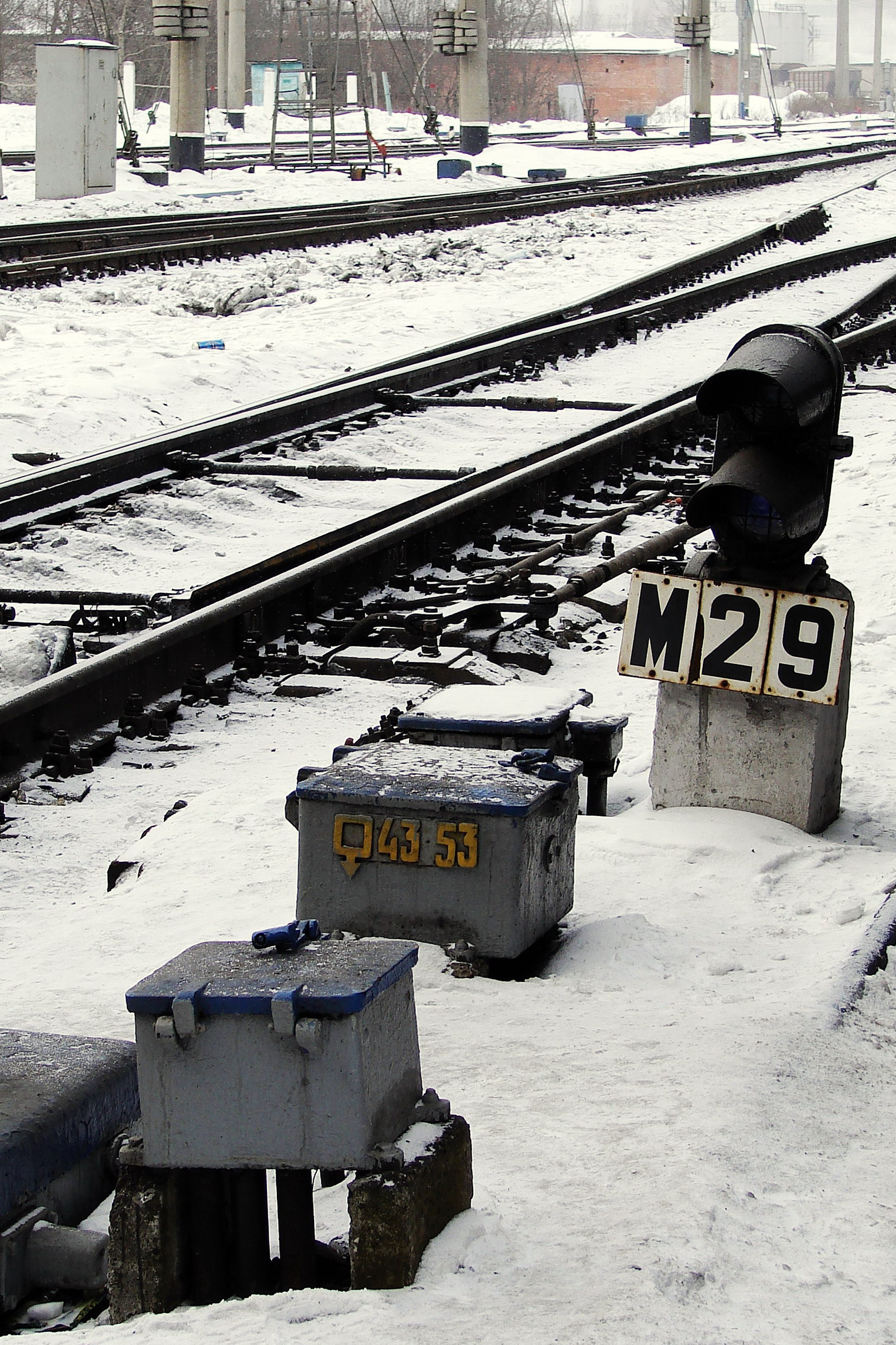

Напольное оборудование подвержено значительному влиянию внешней среды, поэтому конструктивно имеют повышенную защищённость от механических, климатических и других воздействий. Условия работы напольного оборудования определяют меньшую надёжность их по сравнению с другими устройствами СЦБ, а рассредоточенность напольного оборудования по перегонам и станциям усложняет организацию их технического обслуживания.